# Slaget ved Brown's Mill
Slaget ved Brown's Mill blev udkæmpet den 30. juli 1864 i Coweta County, Georgia, under Atlanta kampagnen i den Amerikanske borgerkrig. Edward M. McCook's Unionskavaleri blev besejret nær Nemnan, da de var på et raid hvor de skulle afbryde konføderationens kommunikations og forsyningslinjer i den sydlige del af det centrale Georgia. Modstanderne var konfødererede styrker under Joseph Wheeler. Det fejlslagne angreb tvang William T. Sherman til at indlede en belering af byenAtlanta.
I Atlanta kampagnen ville general William T. Sherman gerne undgå at skulle belejre byen ATlanta, og derfor sendte han to kolonner af Unionskavaleri på en række raids nord og syd for Atlanta i et forsøg på at afskære byens forsynings- og kommunikationslinjer. Generalmajor George Stoneman førte kavaleriet fra Army of the Ohio mod sydøst, mens Brigadegeneral Edward M. McCook’s første kavaleridivision fra Army of the Cumberland blev sendt af sted for at afskære jernbaneforbindelser sydvest for byen. Han skulle der efter slutte sig til Stoneman og tage Andersonville krigsfangelejren og befri de 32.000 fanger, som opholdt sig der under kummerlige forhold.  
Efter at have krydset Chattahoochee River på en Cumberland Pontonbro, som blev bygget ved Smith’s Ferry, nåede McCook’s kavalerister Palmetto, hvor de afbrød Atlanta & West Point Railroad. De erobrede og afbrændte over 1.000 konfødererede forsyningsvogne ved Fayetteville den 28. juli. General McCook fik sig også et ry for at tillade og opmundre til ødelæggelse af privat ejendom. Tidligt næste morgen nåede hans raidere Lovejoy’s Station, 37 km syd for Atlanta, og begyndte at ødelægge Macon & Western Railroad. McCook afbrød raided og vendte tilbage på den anden side af floden, da Stoneman ikke mødte frem som planlagt.  
Da de forsøgte at vende tilbage til hovedstyrken blev McCooks division angrebet i nærheden af Brown's Mill, 5 km syd for Newnan, af konfødereret kavaleri under Joseph Wheeler. McCook ville overgive sig, men i stedet førte hans officerer hver sin battaljon ud hver for sig. McCook blev grundigt besejret, og mistede 1.285 mand, 1.200 heste, adskillige ambulancer, 2 fornaglede kanoner og 100 døde og sårede. Wheeler befriede også omkring 300 fanger, som McCook tidligere havde taget til fange. Wheelers tab var 50 mand. 
Stonemanøs styrker blev også ramt af en katastrofe. General Stoneman blev taget til fange, og blev den højestrangerende krigsfange fra Unionen i borgerkrigen. Mange af hans og McCooks soldater endte ironisk nok i Andersonville, målet for deres raid. Brown's Mill ændrede forløbet af Atlanta kampagnen ved at tvinge Sherman til at opgive brugen af kavaleri til at afskære Atlanta fra omverdenen og tvang ham til at begyndte en langstrakt belejring af byen – netop det han ville have undgået.  
McCook tog senere sine resterende mænd med nordpå til Tennessee da Sherman sendte Army of the Cumberland af sted for at forfølge John Bell Hood. McCook kæmpede med udmærkelse i resten af krigen, med hans nederlag til en mindre styrke ved Brown’s Mill som den største plet på hans papirer.